# Lubomír Kostelka
Lubomír Kostelka (31. března 1927 Luleč – 28. listopadu 2018 Praha) byl český herec. Svoji hereckou kariéru začínal po studiích v divadle v Českém Těšíně, záhy přešel do Divadla bratří Mrštíků v Brně, od roku 1956 hrál i u Jana Wericha v Divadle ABC , v pražské Laterně magice či v Hudebním divadle v Karlíně. Jeho celoživotním osobním přítelem byl od dob studií herec Vladimír Menšík. V českém filmu a televizi ztvárnil mnoho menších rolí. V České televizi uváděl dětský pořad Kouzelná školka.

## Životopis
Lubomír Kostelka se narodil v březnu 1927 v Lulči u Vyškova, odkud pocházela jeho matka. Po třech měsících se rodina přestěhovala do služebního bytu v Přerově, kde jeho otec pracoval jako strojvedoucí u dráhy. V tomto městě prožil své dětství. Do Lulče jezdil na prázdniny k tetě. Měl o dva roky mladšího bratra, který se později stal stavařem (zemřel předčasně na infarkt v 46 letech). 
Nastoupil na obchodní akademii do Brna, ale během okupace byl vyloučen a vyučil se elektrikářem. Následně v Sokolské ulici v Brně nastoupil na strojnickou průmyslovku, kde se seznámil se spolužákem Vladimírem Menšíkem. Společně přestoupili do dramatického oddělení brněnské konzervatoře, které se následně stalo součástí nově vzniklé Janáčkovy akademie múzických umění. V roce 1953 absolvoval činoherní herectví na Divadelní fakultě Janáčkovy akademie múzických umění v Brně. 
První herecké angažmá získal v roce 1953 v divadle v Českém Těšíně, poté přešel na dva roky do Divadla na bratří Mrštíků v Brně. V roce 1956 odešel na popud Vladimíra Menšíka do Prahy, který mu zprostředkoval setkání s Janem Werichem, jenž ho přijal do svého souboru. Jednu sezónu Kostelka odehrál i v Městských divadlech pražských. Menšík svého přítele ale už v roce 1963 přemluvil, aby dal v divadle výpověď a věnoval se filmu a televizi. Krátce ještě hostoval v Laterně magice, ale od roku 1967 už pracoval výhradně pro film a televizi, s výjimkou krátké etapy na počátku 90. let, kdy hostoval v Hudebním divadle v Karlíně.
Byl dvakrát ženatý. První manželkou byla herečka a režisérka Marie Barušová (1. května 1932 Dubňany u Hodonína – 22. října 2011 Brno), která vystudovala rovněž herectví na JAMU (1956), kde se seznámili. Rozvedli se po dvou letech, když po mimomanželském styku otěhotněla jeho pozdější druhá manželka a narodil se syn Martin Kostelka (* 1958 Praha), který působí v Německu (Lipsko) jako dětský kardiochirurg a profesor medicíny. Jako vdovec žil v důchodovém věku s rovněž ovdovělou partnerkou, která byla lékařkou. Od 70. let  často pobýval na své chalupě v Kamberku 32, kterou mu pomáhal opravovat ještě jeho bratr.
26. listopadu 2018 po náhlé srdeční příhodě skončil ve vážném stavu ve Fakultní nemocnici v Motole. Zemřel po dvou dnech, když jeho stav zhoršil zápal plic. Pohřben je v rodinném hrobě v Lulči.

## Filmografie

### Film
- 1969 Případ pro začínajícího kata
- 1972 Zlatá svatba
- 1976 Bouřlivé víno
- 1992 Trhala fialky dynamitem
- 1999 Kuře melancholik
- 2001 Babí léto
- 2013 Babovřesky
- 2014 Babovřesky 2

## Televize
- 1977 Na rohu kousek od metra (TV komedie) – role: Jindřich Vondráček, pracovník předzvědného oddělení obvodní pošty 1
- 1986 Safari (TV seriál)
- 1994 Bylo nás pět (TV seriál)
- 1995 Život na zámku (TV seriál 1995–1997)
- 2000 Ranč U Zelené sedmy (TV seriál)
- 2003 Četnické humoresky (TV seriál), díl: Loupežník